# Waterford
Waterford (in inglese) o Port Láirge (in irlandese) è una città di oltre 50.000 abitanti dell'Irlanda sud-orientale, capitale storica dell'omonima contea, sebbene negli ultimi anni venga amministrata separatamente e sebbene di fatto la sede del Council sia situata a Dungarvan.
È la più antica delle sette città della Repubblica d'Irlanda, oltre che la quinta per espansione della propria nazione, ed è conosciuta in tutto il mondo come la Città dei Cristalli per la produzione tradizionale e storica di cristalli particolarmente raffinati; ad oggi è una media cittadina turistica, poco fornita di mezzi pubblici e affollata di supermercati, principalmente Dunnes stores.

## Geografia fisica

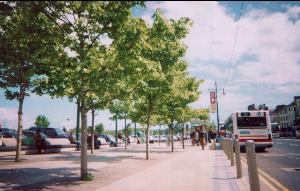
The Quays: le "Tre sorelle" confluiscono vicino alla città prima di sfociare nel porto

Vicino alla città si incontrano le "Tre sorelle" (Three sisters), tre fiumi che confluiscono vicino alla zona chiamata The Quays per poi gettarsi in mare poco dopo aver attraversato il centro urbano.

## Origine del nome

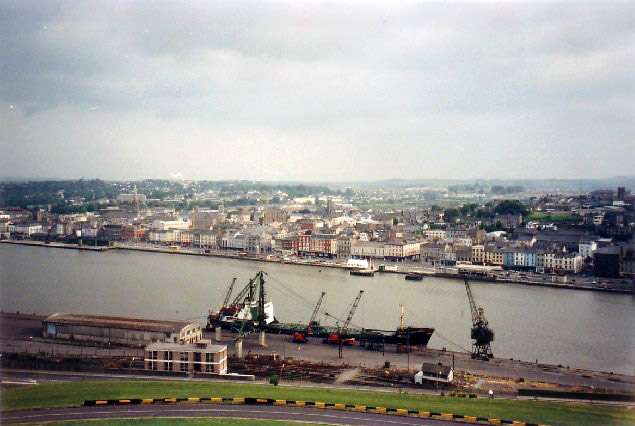
Panoramica della cittadina da Ferrybank

Il nome della città vale anche per la contea di appartenenza ed è molto probabilmente l'anglicizzazione dell'antica forma norvegese Veðrafjǫrðr, il cui significato è abbastanza incerto e può essere o "fiordo della pecora" o "fiordo ventoso". La provenienza del toponimo non deve stupire, in quanto l'area era stata insediata e colonizzata per molto tempo da popolazioni vichinghe, specialmente danesi.
Il corrispettivo gaelico è invece Port Láirge, che non ha nulla da condividere né con la parola inglese né con l'antico toponimo norreno, sia a livello di assonanza che di significato, dato che significa semplicemente "spiaggia collinosa".

## Storia

### Dominio vichingo
Waterford, che può vantare il primato irlandese di antichità, è stata fondata dai Vichinghi nel 914 d.C.: proprio per questo motivo nel 2003 è stato rinvenuto un sito archeologico nel quale ci sono importanti tracce di un insediamento dell'Età del ferro e di uno vichingo del IX secolo a Woodstown, una località della periferia di Waterford. Queste popolazioni già navigavano lungo le coste irlandesi da più di un secolo, e negli anni successivi decisero sempre più frequentemente di svernare in località destinate all'attracco delle navi, chiamate longphort. Un insediamento del genere fu creato dove sorge ora l'attuale città nell'853. Nel 902 le popolazioni indigene irlandesi scacciarono i vichinghi temporaneamente, che evacuarono dai loro insediamenti, per poi tornare gli anni successivi e fondare nel 914 la prima città d'Irlanda.
Tra la fine del X secolo e l'inizio dell'XI, l'ascesa di Brian Boru vide Waterford e un numero considerevole di altri porti vichinghi, cadere fermamente sotto il controllo della dinastia Ua Briain. Questo fu un fatto importante, perché portò alla ovvia conseguenza che il controllo dei porti Vichinghi, dava potere agli High Kings irlandesi, prestigio e accesso ai commerci con gli altri popoli.

### Periodo post-gaelico
Nel 1137, Diarmuid MacMorrough, re del Leinster, tentò senza successo di conquistare Waterford, tentando di finalizzare un progetto politico atto ad avere in pugno i grandi centri con l'intento di avanzare le pretese per proclarmarsi High King d'Irlanda. Nel 1170 MacMorrough si alleò con Riccardo di Clare, II conte di Pembroke (Strongbow); insieme assediarono e piegarono Waterford dopo una strenua difesa. Questo fatto portò all'inizio della presenza Anglo-normanna in Irlanda. Nel 1171, Enrico II d'Inghilterra divenne il primo re d' Inghilterra a mettere piede nella città irlandese, approdando con un'imponente flotta a Waterford; questo gesto lo fece senz'altro per dimostrare che l'Irlanda era una colonia inglese a tutti gli effetti, e non si stava compiendo una restaurazione normanna. Waterford e Dublino furono dichiarate città reali, e sottomesse al re, non a Strongbow; Dublino fu dichiarata capitale irlandese.

### Periodo normanno
Durante il periodo medievale, Waterford fu la seconda città per importanza irlandese dopo la capitale. Nel XV secolo la città propose due contendenti al trono inglese: Lambert Simnel e Perkin Warbeck. Come risultato, re Enrico VII diede alla città l'ancora attuale motto: Urbs Intacta Manet Waterfordia ("Waterford rimane la città inviolata").

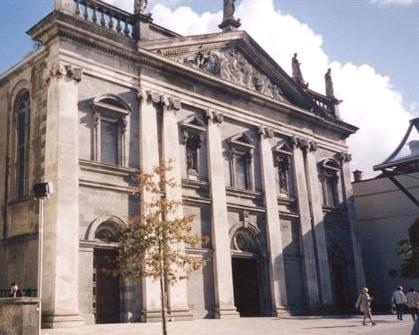
Cattedrale cattolica della Santissima Trinità

Durante la Riforma anglicana di Enrico VIII e i suoi successori, Waterford rimase fedele alla corona; ma dopo l'incoronazione di Giacomo VI di Scozia come re d'Inghilterra nel 1603, i cittadini parteciparono ad una sommossa che fu comune alle cittadine costiere del Munster e rifiutarono la fedeltà a Mountjoy, il lord deputato del re, che aveva appena ottenuto la resa di Hugh O'Neill. La motivazione del rifiuto di Waterford era sospinta dalla domanda di libertà di religione — spinti da molti preti cattolici e da molte chiese riconsacrate — sebbene molta diffidenza nasceva anche per la nazionalità del nuovo re. Alla fine, Lord Mountjoy riuscì ad accedere in città e ad ottenere nuovamente la fedeltà dei cittadini.
Tuttavia la città rimase cattolica, partecipando alla confederazione di Kilkenny, la quale era un tentativo di spezzare il dominio inglese. La confederazione capitolò brutalmente ad Oliver Cromwell, che successivamente conquistò l'intera isola d'Irlanda; suo nipote Henry Ireton s'impossessò di Waterford nel 1651.

### Epoca moderna
Il XVIII secolo fu un periodo di grande prosperità per la città. Molte delle migliori opere architettoniche apparvero in questo periodo. Il continuo e prolifico commercio con la Terranova portò ingenti ricchezze in quello che era allora il terzo porto in grandezza. Il secolo successivo, sorsero importanti industrie, come quella artigiana del vetro e quella cantieristica navale. Thomas Francis Meagher (1823–1867), un nazionalista irlandese, fece sventolare la prima bandiera irlandese poco tempo dopo su un edificio del Mall di Waterford appena tornato dalla Francia. Nei primi anni del XX secolo John Redmond (1856–1918) fu parlamentare per Waterford e leader dell'Irish Parliamentary Party di Charles Stewart Parnell, che portò alla formazione di un parlamento irlandese.

## Società

### Evoluzione demografica
Le statistiche del CSO irlandese mostra che la popolazione del 2000 di Waterford è di 44.594 persone, anche se con quella rurale si arriva ai 46.736. Tuttavia l'effettiva popolazione di Waterford è ben più numerosa, con gran parte della gente residente nei paesi e villaggi circostanti: il più esteso è senz'altro Tramore (pop. 8.305), mentre gran parte della popolazione vive sulla zona di confine fra le contee di Waterford e Kilkenny, rispettivamente 11.459 e 18.353 abitanti.

## Economia
Waterford è un importante centro per l'educazione e l'industria, e come altre zone costiere, questo fatto ha un notevole impatto sull'economia e la società. Il prodotto più famoso della città è senz'altro Waterford Crystal, la lavorazione artigianale e unica nel suo genere, oltre che di altissima qualità, presente in città dal lontano 1783. La qualità del cristallo di Waterford è riconosciuta in tutto il mondo.. Il Waterford Institute of Technology (WIT) è un college moderno situato nel centro e fondato nel 1970, ma è solo uno dei tanti istituti rinomati.

## Infrastrutture e trasporti
La città è un importante centro di trasporti: la Iarnród Éireann dispone di linee ferroviarie per Dublino, Limerick e Wexford. Molte strade importanti irlandesi s'incontrano a Waterford, tra le quali la più importante è la N7 per Dublino (che attraversa tra l'altro Kilkenny, Carlow, e Kildare).
L'aeroporto di Waterford e il Porto di Waterford sono due importanti infrastrutture che rendono la città il riferimento della regione sud-orientale irlandese.